# Liste von Ninja-Waffen

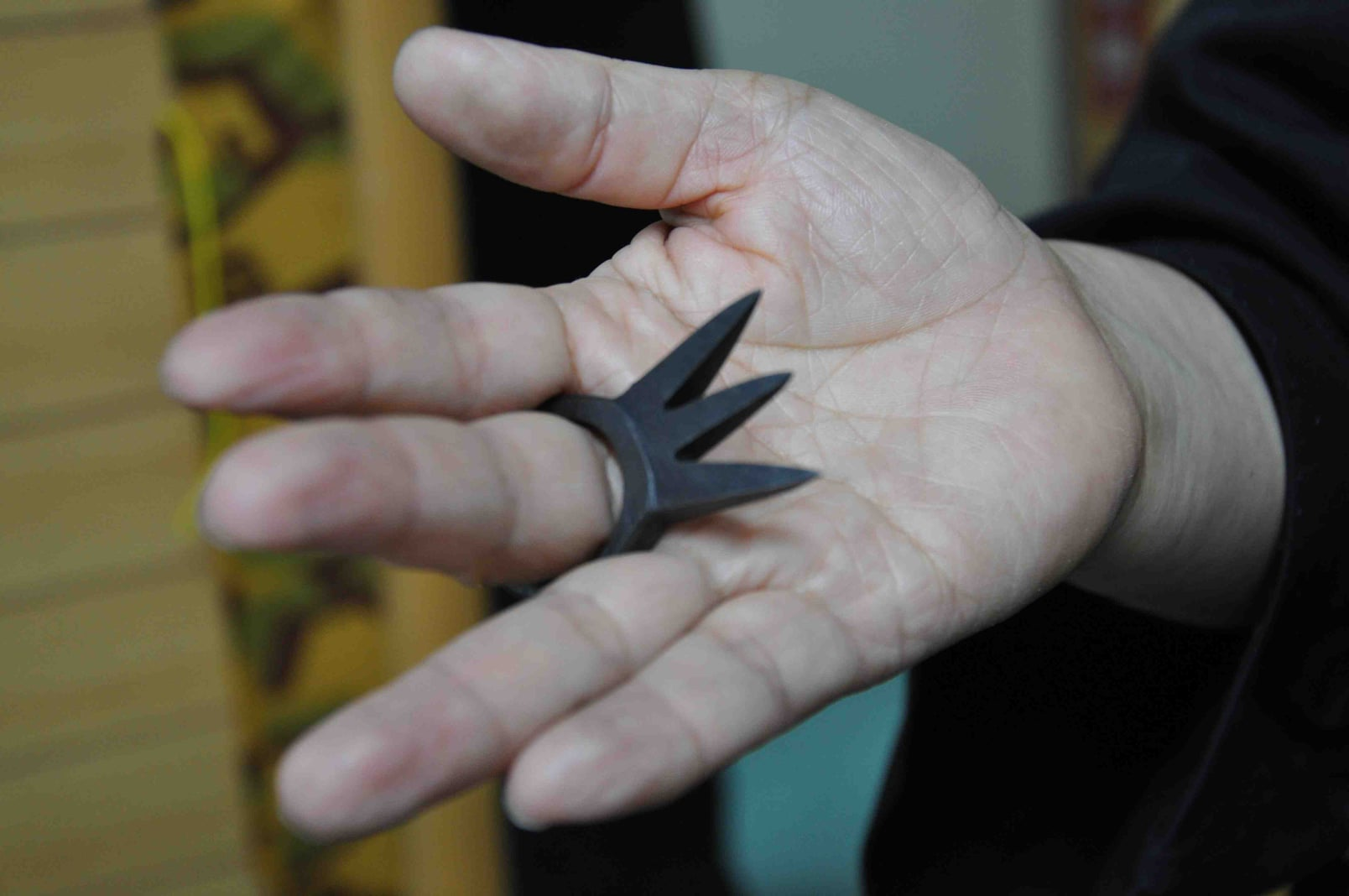
Kakute

Liste von bekannten Ninja-Waffen:
- AshikoTanto
- Bō
- Chigiriki
- Gift[1]
- Haarnadel[2]
- kleine Wurfspieße[2]
- Jitte
- Kagi-Nawa
- Kamas
- Katana

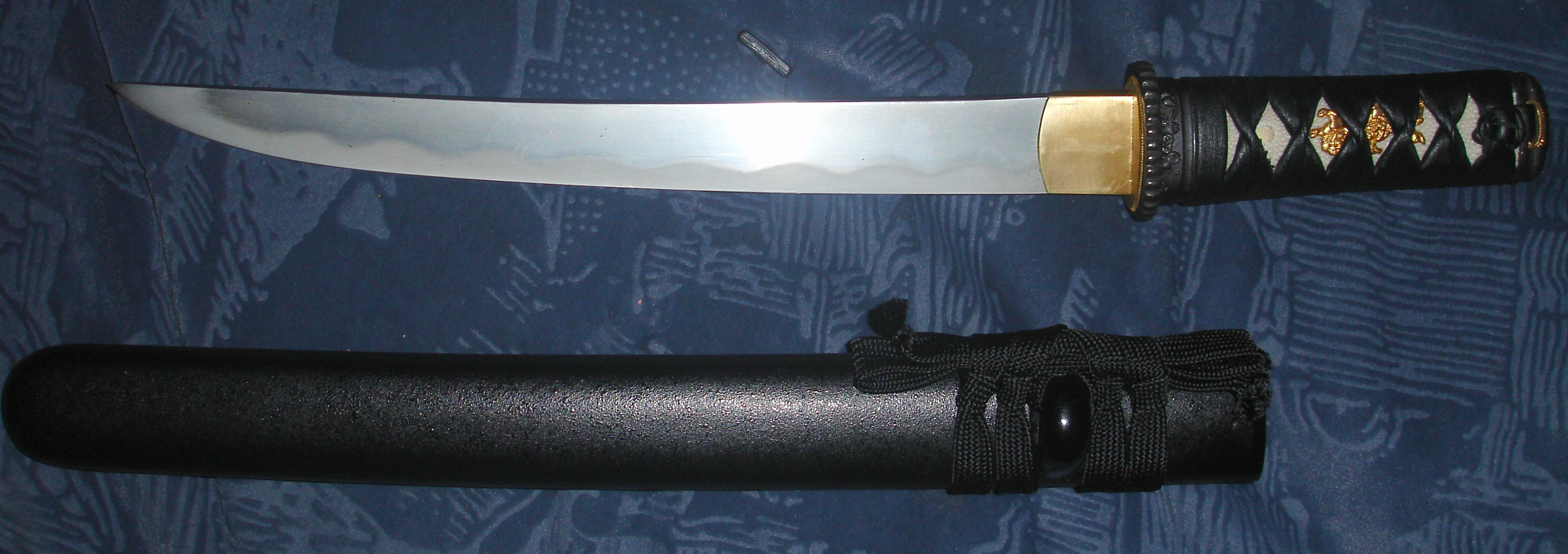
Tanto

- Kakute, Fingerringe mit Dornen auf einer oder beiden Seiten. Damit lässt sich z. B. eine normale Backpfeife in eine blutige verwandeln.[3]Kakute
- Kusarigama
- Kusari-Katabira
- KunaiKunai

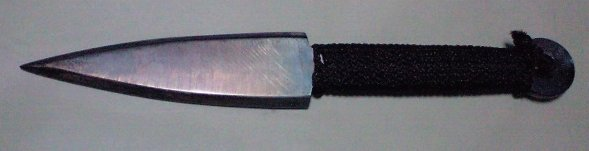
Kunai

- Kumade, eine vier- oder fünfkrallige kurze Harke, am Griffende ein Seil für die Verwendung als Wurfanker, mit der dem Gegner im Nahkampf zum Beispiel die Bauchdecke aufgeschlitzt oder in den Kopf gehauen werden kann.[2]
- Makibishi
- Manriki GusariManriki Gusari
- Shikomizue
- Shuriken

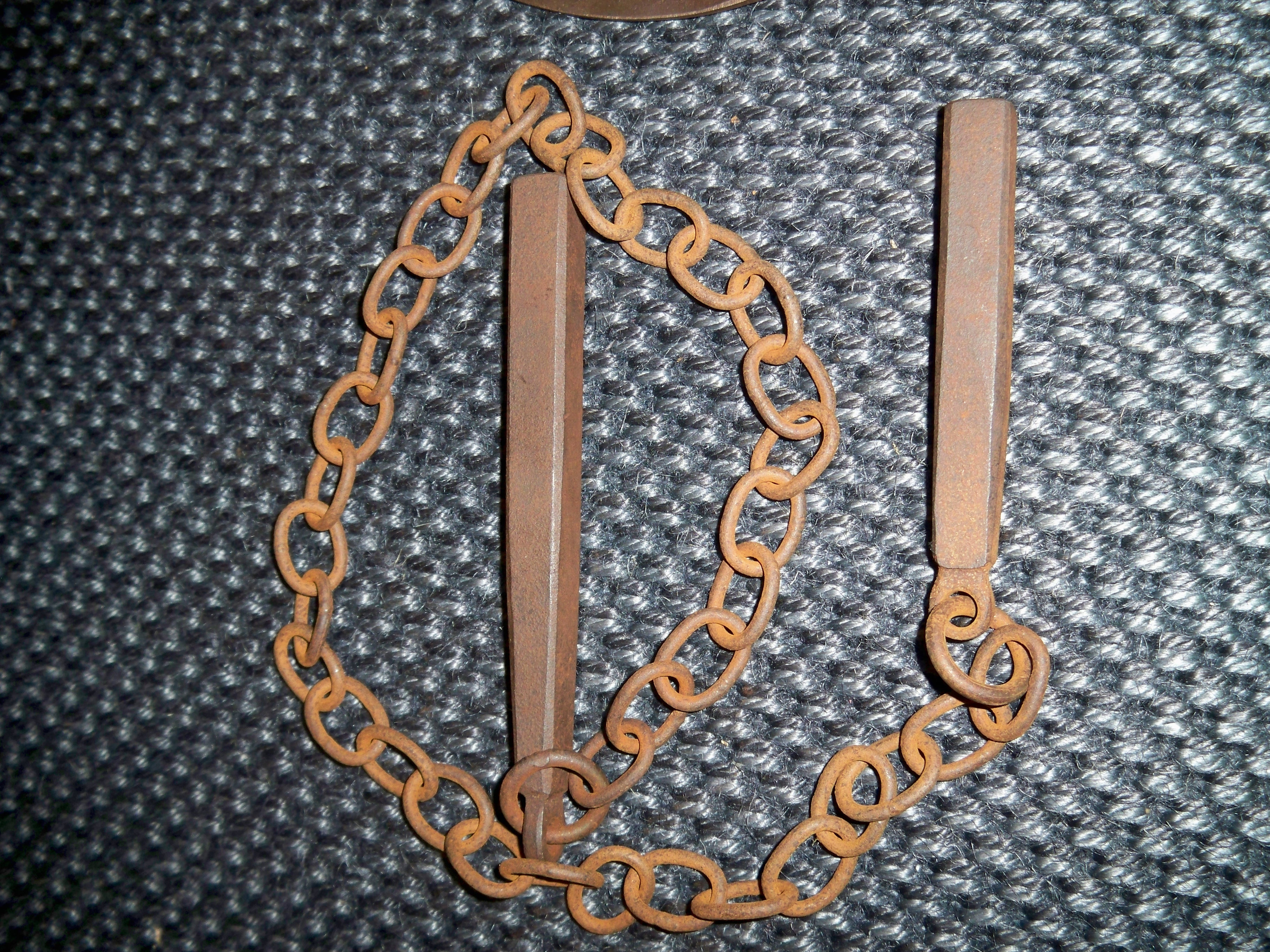
Manriki Gusari

- Shakugo staff ein Stock mit 9 Ringen an einem Ende.[2]
- ein spezieller Leitertyp bestehend aus einem langen Holzstab mit mehreren hindurchgesteckten Holzstreben und einem gefährlichen Metallhaken am Ende.[2]
- Tantō
- Tekagi/Shuko
- Tekkokagi
- Wakizashi
- Yari[1]

Tierische Waffen:
- In vielen japanischen Ninja-Geschichten wird den Ninjas eine Technik mit Namen ninpô-inubue zugeschrieben, bei der für den Angriff trainierte Tiere wie Affen, Ratten, Hunde oder Wölfe eingesetzt werden.[2]